# Matawai

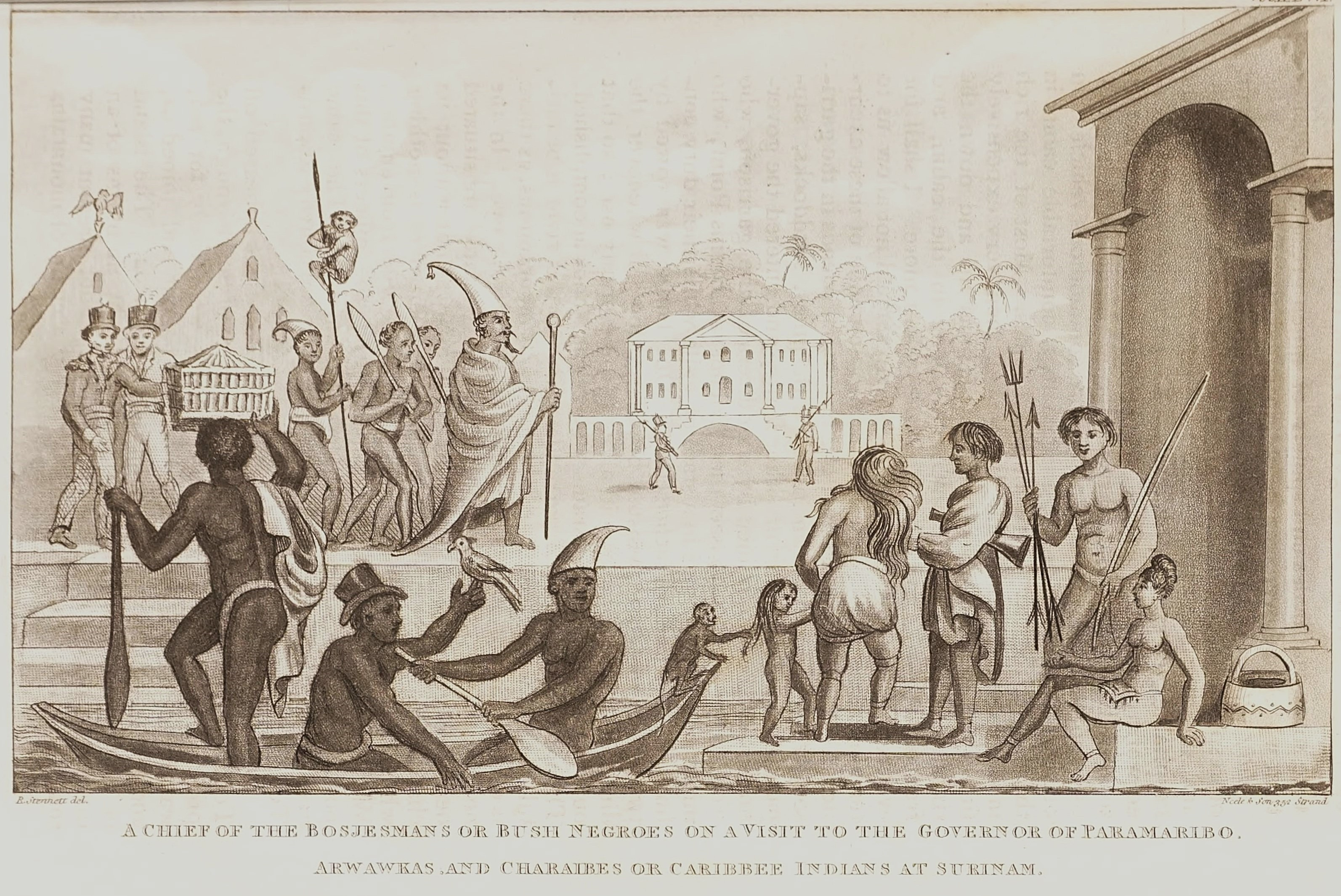
Chef des Bushinengue en visite au gouverneur de Paramaribo, dans la colonie de Guyane néerlandaise, vers 1808.

Les Matawai sont une population de Bushinengue , anciens esclaves ayant « marronné » et s'étant installée dans l'intérieur du Suriname. Ils sont proches des Saramaca. Leur langue qui est un créole est également appelée matawai.
En 1762, le traité avec les Saramaka et les Matawai est signé : c'est le second traité des Provinces-Unies avec des Noirs marrons sur le cours supérieur du fleuve Suriname. Ce traité diffère légèrement de celui de 1760 (avec les Ndjuka) et comprend l'obligation d'informer le gouvernement de leurs établissements (ainsi que ceux des autres Noirs marrons et des Amérindiens) avec l'interdiction faite aux Saramaka de conclure des traités avec les Ndjukas. Puis, malgré ce traité, les Matawai ayant repris leurs attaques contre les plantations, le traité Matawai est signé en 1769. Son contenu n'est pas exactement connu, mais selon Scholtens, il contient des dispositions similaires à celui de 1762. En 1838, les Pays-Bas renouvellent le traité de pays de 1769, en obligeant les Matawai à demeurer où ils sont, en précisant le territoire de chacun, en leur interdisant tout contact avec de nouveaux marrons, et à négocier des traités avec d'autres Noirs marrons. En échange, ils reçoivent des biens qu'ils doivent chercher à Paramaribo. Les chefs reconnaissent l'autorité du roi des Pays-Bas et des autorités qu'il désigne.
Pour sa thèse de recherche en ethnographie, Edward Green a vécu deux ans avec les Matawai du Suriname, en 1971-1973. Ceux-ci descendaient d’esclaves africains qui, deux siècles auparavant, avaient réussi à s'enfuir et s’étaient réfugiés dans la forêt amazonienne. Son sujet de recherche concernait l’impact des institutions et valeurs occidentales sur l’organisation sociale des indigènes et sur leurs croyances magiques et religieuses.